# Jugra Chanty-Mansijsk
Lo Jugra Chanty-Mansijsk (russo: Югра Ханты-Мансийск) è una squadra di hockey su ghiaccio russa, con sede nella città di Chanty-Mansijsk. Fu fondata nel 2006 e milita nel massimo campionato russo, la Kontinental Hockey League.

## Storia
Fin dalla sua fondazione nel 2006 lo Jugra ottenne diversi successi sportivi. Infatti dopo un solo anno di attività la squadra acquisì lo status di club professionistico, mentre nella stagione 2007-2008 vinse il titolo della terza divisione nazionale, la Rossijskaja Liga. Nelle due stagioni successive dal 2008 al 2010 lo Jugra militò nella seconda divisione, la Vysšaja Liga, vincendo entrambi i campionati disputati.
Nell'estate del 2010 la squadra poté prendere parte alla Kontinental Hockey League sostituendo il Lada Togliatti.
Nel novembre del 2010 tramite un sondaggio internet i tifosi scelsero come mascotte dello Jugra un mammut dipinto con i colori sociali della squadra. Nella regione dello Jugra sono stati ritrovati infatti numerosi resti dell'animale preistorico conservati nel permafrost; anche la stessa parola "mammut" deriva da un termine di origine chanty.

## Palmarès

### Competizioni nazionali
- Vysšaja Liga: 2

2008-2009, 2009-2010
- Rossijskaja Liga: 1

2007-2008